# 晋原郡
晋原郡（晉原郡、しんげん-ぐん）は、中国にかつて存在した郡。東晋から南北朝時代にかけて、現在の四川省成都市西部と雅安市北部にまたがる地域に設置された。

## 概要
成漢の李雄のとき、漢嘉郡と蜀郡を分割して漢原郡が立てられた。347年（永和3年）、東晋が成漢を滅ぼすと、漢原郡を改称して晋原郡が立てられた。晋原郡は益州に属し、郡治は江原県に置かれた。
南朝宋のとき、晋原郡は江原・臨邛・晋楽・徙陽・漢嘉の5県を管轄した。
南朝斉のとき、晋原郡を晋康郡と改めた。晋康郡は江原・臨邛・徙陽・晋楽・漢嘉の5県を管轄した。
後に江原郡と改められた。
北周のとき、江原郡は廃止された。